# 서경주 (조선)
서경주(徐景霌, 1579년 ~ 1643년)는 조선의 문신이다. 본관은 대구, 자는 자순(子順), 호는 송강(松岡)이다. 증조할아버지는 이조판서를 증직된 서고(徐固), 증조할머니는 안사전(安嗣全)의 딸인 순흥 안씨(順興安氏), 할아버지는 의정부영의정에 추증된 서해(徐嶰), 할머니는 이고(李股)의 딸 고성 이씨(固城李氏), 아버지는 약봉 서성(藥峰 徐渻)이고, 어머니는 송녕(宋寧)의 딸인 여산 송씨(礪山宋氏)이며, 형은 첨추공(僉樞公) 서경빈(徐景霦)이다.

## 생애
서경주는 1591년-1592년(12-13세)사이에 선조의 후궁 인빈 김씨(仁嬪 金氏)의 장녀인 정신옹주(貞愼翁主)와 혼례를 약조하였다. 하지만 1592년에 일본은 조선을 공격했고, 전쟁을 일어났다. 이듬해 정신옹주와 함께 혼례식을 올리게 되었고, 그는 달성위(達城尉)에 봉해졌으며, 선조의 사위가 되었다.
서경주는 임진왜란이 일어나자 항상 선조의 곁을 떠나지 않았다. 정유재란 때 총관(摠管)과 상의원 제조(尙衣院提調)를 겸했고, 선원록(璿源錄)을 감수하여, 통헌대부(通憲大夫 - 정2품)와 봉헌대부(奉憲大夫 - 정2품)로 품계가 올랐다.
광해군 때 인목대비 폐모론이 일어나자 서경주와 그의 부친 서인 문신 서성은 폐모론에 반대하여, 대북은 서성을 유배시켰다. 1624년(인조 2년)에 서경주는 인조를 호종한 공이 인정되어 숭덕대부(崇德大夫 - 종1품)를 품계가 올랐다.
정묘호란 때 그의 부인 정신옹주와 모든 가족이 인조를 따라서 강화도로 피난을 갔지만, 나중에는 한성으로 돌아왔고, 1631년(인조 9년)에 아버지는 사망하여 서경주는 상의원(尙衣院), 관상감제조(觀象監提調)와총관(摠管)을 지냈다.

## 가족 관계
- 증조할아버지: 서고(徐固)
- 증조할머니: 안사전의 딸
  - 할아버지: 서해(徐嶰)
  - 할머니: 이고의 딸
    - 아버지 : 서성(徐渻)
    - 어머니 : 송녕의 딸
      - 형: 서경우(徐景雨)
      - 형: 서경수(徐景需)
      - 형: 서경빈(徐景霦)